# Monika von Zallinger

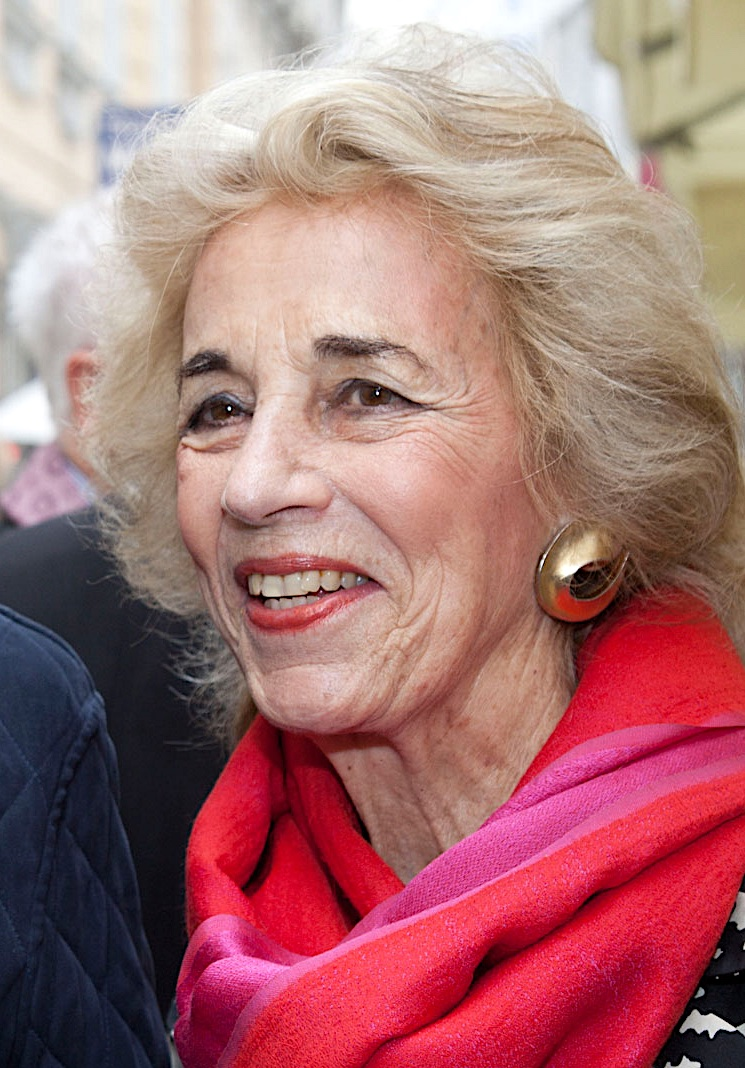
Monika von Zallinger, 2015

Monika von Zallinger (* 27. April 1940 in München) ist eine Kostüm- und Bühnenbildnerin.

## Leben
Monika von Zallinger wuchs in Salzburg und Wien auf. Sie studierte an der Graphischen Akademie in München. Am Beginn ihrer Laufbahn assistierte sie an der Bayerischen Staatsoper München bei Helmut Jürgens (Bühnenbild). Ihr erstes Engagement erhielt sie am Landestheater Salzburg. Wenig später ging sie ans Staatstheater Braunschweig, wo sie für Bühnenbild und Kostüme zuständig war. Im Zuge ihrer weiteren Karriere war sie als freischaffende Künstlerin tätig.
Berufliche Stationen waren die Bayerische Staatsoper, das Bayerische Staatsschauspiel, das Staatstheater am Gärtnerplatz, die Münchner Kammerspiele sowie verschiedene deutsche Bühnen in Hamburg, Düsseldorf, Stuttgart, Berlin, Dresden, Leipzig und Essen. In Wien arbeitete sie für das Burgtheater, das Theater in der Josefstadt, das Theater an der Wien und für die Volksoper. International war sie in Amsterdam, Athen, Basel, Bern, Mailand, Triest, Venedig und Zürich tätig.
Monika von Zallinger war zuletzt für das Max Reinhardt Seminar in Wien tätig. Ihr Ehemann war Albert Rohan. Sie lebt in Wien und hat zwei Kinder.

## Ehrungen
Für ihre Verdienste wurde sie mit dem Goldenen Verdienstzeichen des Landes Wien ausgezeichnet.